# Comuna de Manihi
Manihi és una comuna de la subdivisió Tuamotu-Gambier de la Polinèsia Francesa.
La comuna consta de dues comunes associades: Manihi i Ahe. Junt amb la comuna de Takaroa formen l'àrea cultural de Vahitu, que comparteix el mateix dialecte vahitu del paumotu.
| Illes            | Capital    | Habitants (2007) | Superfície (km²) | Llacuna (km²) | Coordenades                                |
| ---------------- | ---------- | ---------------- | ---------------- | ------------- | ------------------------------------------ |
| Manihi           | Paeua      | 818              | 13               | 166           | 14° 27′ S, 146° 4′ O / 14.450°S,146.067°O  |
| Ahe              | Tenukupara | 561              | 12               | 145           | 14° 29′ S, 146° 19′ O / 14.483°S,146.317°O |
| Comuna de Manihi | Paeua      | 1.379            | 25               | 311           |                                            |